# Suphanburi (stad)
Suphanburi (Thais: สุพรรณบุรี) is een stad in Centraal-Thailand. Suphanburi is hoofdstad van de provincie Suphanburi en het district Suphanburi. De stad heeft ongeveer 30.000 inwoners.

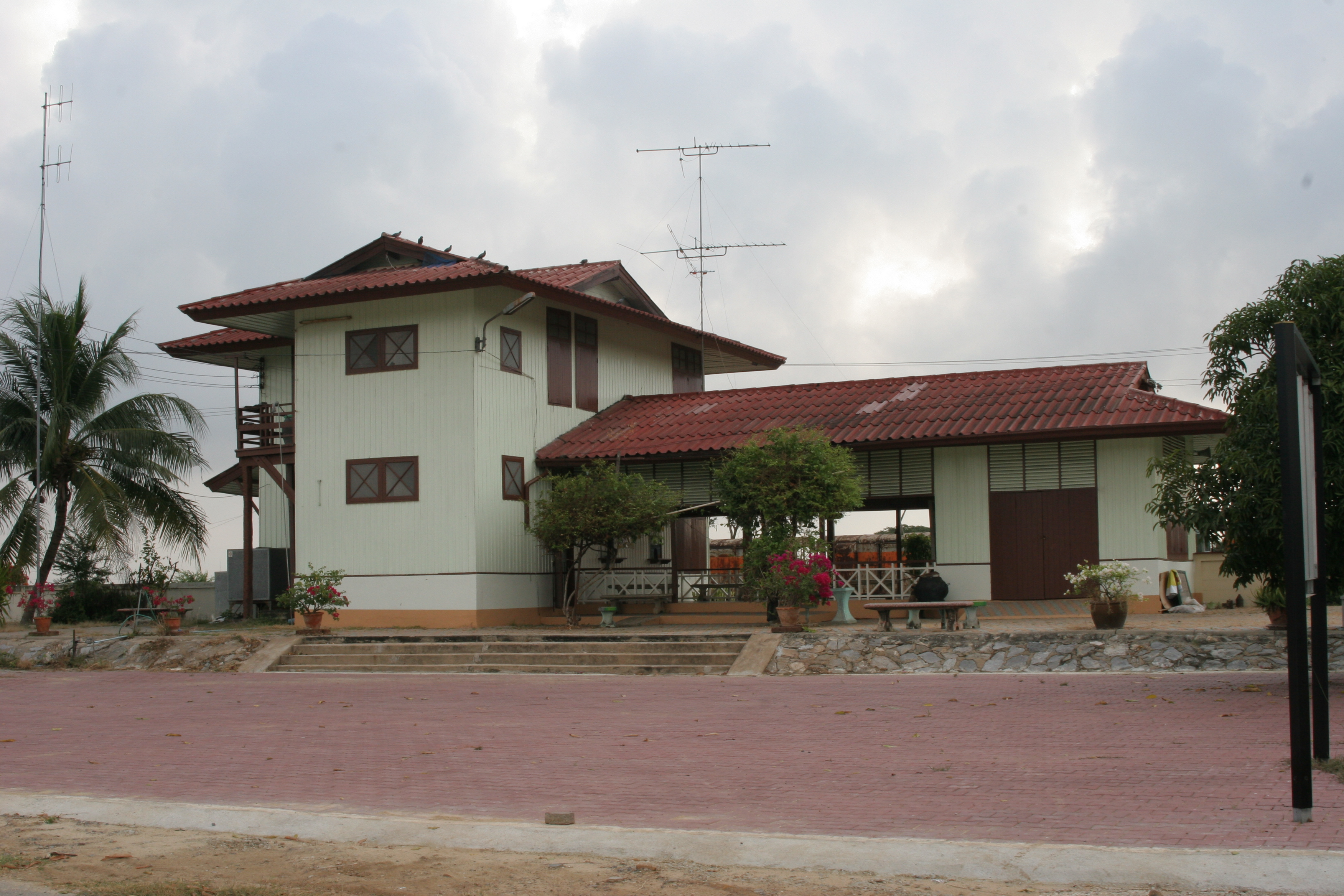
Station van Suphanburi
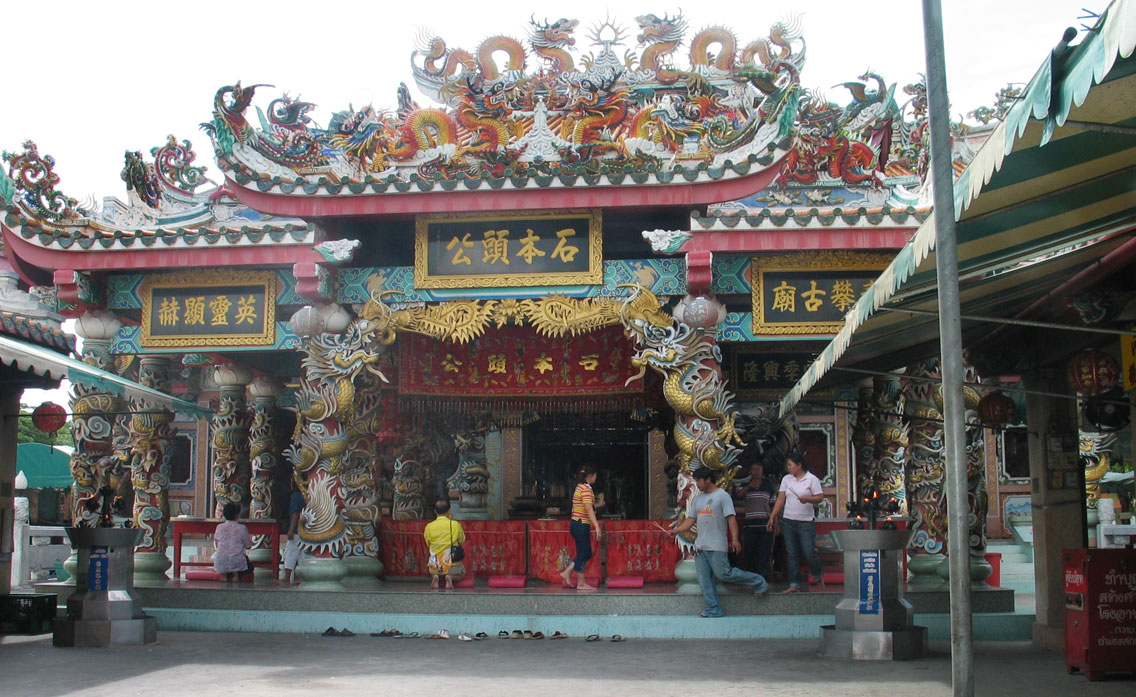
Tempel in Suphanburi